# Ultimate Marvel
Ultimate Marvel est une ligne de bandes dessinées Marvel Comics développée par Bob Harras puis lancée par Joe Quesada et Bill Jemas pour essayer d'attirer un nouveau lectorat en se débarrassant des contraintes de la continuité.
Les films récemment réalisés profitent à ces titres et attirent un nouveau lectorat car ils sont plus proches de cet Univers Ultimate que les aventures de l'univers classique.

## Le thème
Il consiste à remettre à jour certains super-héros tels que Spider-Man, les Quatre Fantastiques ou les Vengeurs (nés à l'origine dans les années 1960), mais à notre époque (années 2000). Les héros classiques et les héros Ultimate ne vivent pas dans le même univers. Certains fans identifient l'univers Ultimate comme étant appelé Terre-1610 alors que l'univers classique serait la Terre-616 mais les éditeurs de Marvel récusent ces appellations. Jusqu'en 2012 et la minisérie Spider-Men (où Miles Morales de l'univers Ultimate rencontre Peter Parker de l'univers classique), il n'y aura eu aucun crossover entre l'univers classique et l'univers Ultimate ; en revanche, un groupe de super-vilains voyageant entre différents univers est auparavant apparu dans les deux univers (Marvel Zombies).
Lors du crossover de 2015 Secret Wars, les deux univers rentrent en collision.
Contrairement à Heroes Reborn où les héros devaient être relancés et modernisés mais en respectant leurs histoires précédentes et les personnages, la ligne Ultimate s'inspire librement des personnages et des intrigues de l'univers d'origine en laissant aux auteurs une certaine liberté créatrice.

## Les titres
Il existe plusieurs titres dans cette série :

### Ultimates
Version réinterprétée des Vengeurs, assemblée par Nick Fury, comprenant Captain America, Thor, Iron Man, La Guêpe, Giant-Man, La Veuve Noire... Série conçue par la même équipe créative sur les deux premières saisons : Mark Millar et Bryan Hitch.
La trilogie Ultimate Galactus (« Cauchemar », « Secret » et « Extinction ») : trois miniséries scénarisées par Warren Ellis et mettant en scène les Ultimates et d'autres héros face à un danger galactique.
Ultimate Iron Man : deux miniséries de cinq épisodes chacune, scénarisées par Orson Scott Card et dessinée par Andy Kubert, avec Mark Bagley dans le dernier numéro. Leur contenu n’est pas considéré canonique quant aux publications actuelles.

### Ultimate Spider-Man
Nouvelle version de Spider-Man, scénarisée par Brian Michael Bendis et dessinée par Mark Bagley depuis plus de cent numéros d'affilée. Le dessinateur actuel est Stuart Immonen.
Ultimate Marvel Team-Up : série de seize épisodes par Brian Michael Bendis et plusieurs artistes, mettant en scène Ultimate Spider-Man rencontrant d'autres héros tels que l'Homme-Chose ou Daredevil.

### Ultimate X-Men
Nouvelle version des X-Men par Mark Millar et Andy Kubert, puis poursuivie par Brian Michael Bendis, Brandon Peterson, Chuck Austen, Brian K. Vaughan et Robert Kirkman...
Ultimate War : crossover entre les Ultimates et les Ultimate X-Men, scénarisé par Mark Millar et dessiné par Chris Bachalo.

### Ultimate Fantastic Four
Nouvelle version des Quatre Fantastiques par  Mark Millar, Brian Michael Bendis et Andy Kubert, poursuivie par Warren Ellis et Stuart Immonen, Mike Carey et Jae Lee...

### Ultimatum
Magnéto attaque New York et tous les super-héros se retrouvent dans le conflit.
À la suite de ce chassé-croisé, les séries précédentes sont relancées, sauf celle se consacrant aux Quatre Fantastiques.

### Ultimate Universe
En France, les trois séries relancées sont publiées dans le même magazine, Ultimate Universe, se consacrant au nouveau Spider-Man, Miles Morales, aux problèmes rencontrés par les Ultimates et les survivants des X-Men.

### Autres séries
- Ultimate Adventures : minisérie en 6 épisodes mettant en scène de nouveaux héros, sorte de versions Ultimate des héros DC Batman et Robin.
- Ultimate Daredevil & Elektra et Ultimate Elektra : miniséries mettant en scène Elektra et sa relation avec Daredevil, illustrées par Salvador Larroca, et scénarisées par Greg Rucka puis Mike Carey.
- Ultimate Origins : série sur l'Univers Marvel.